# Lipkovo
Lipkovo (Macedonisch: Липково; Albanees: Likova) is een gemeente in Noord-Macedonië.
Lipkovo telt 27.058 inwoners (2002). De oppervlakte bedraagt 267,82 km², de bevolkingsdichtheid is 101 inwoners per km². Volgens de volkstelling van 2002 vormen Albanezen de meerderheid, namelijk 97,4% van de totale bevolking. Serviërs vormen 1,4% van de bevolking. Er woonden slechts 169 etnische Macedoniërs, ofwel 0,6% van de bevolking.